# Ципанда
Ципанда́ — монтёрский пункт, созданный для ремонта автозимника в Аяно-Майском районе Хабаровского края. Население по данным 2021 — 0.

## География

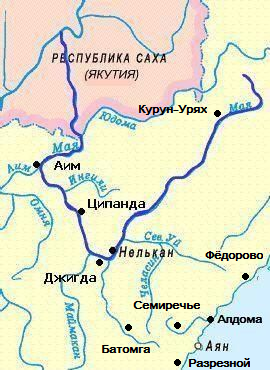

Ципанда стоит на реке Мая, примерно в 90 км к западу от села Нелькан.

## Население
| 2002 | 2010 | 2012 | 2019 | 2021 |
| ---- | ---- | ---- | ---- | ---- |
| 11   | ↘0   | →0   | ↗3   | ↘0   |